# Giovanni Candida
Giovanni Candida, oppure Càndia (Benevento, XV secolo – Benevento, XVI secolo), è stato un medaglista italiano.

## Biografia

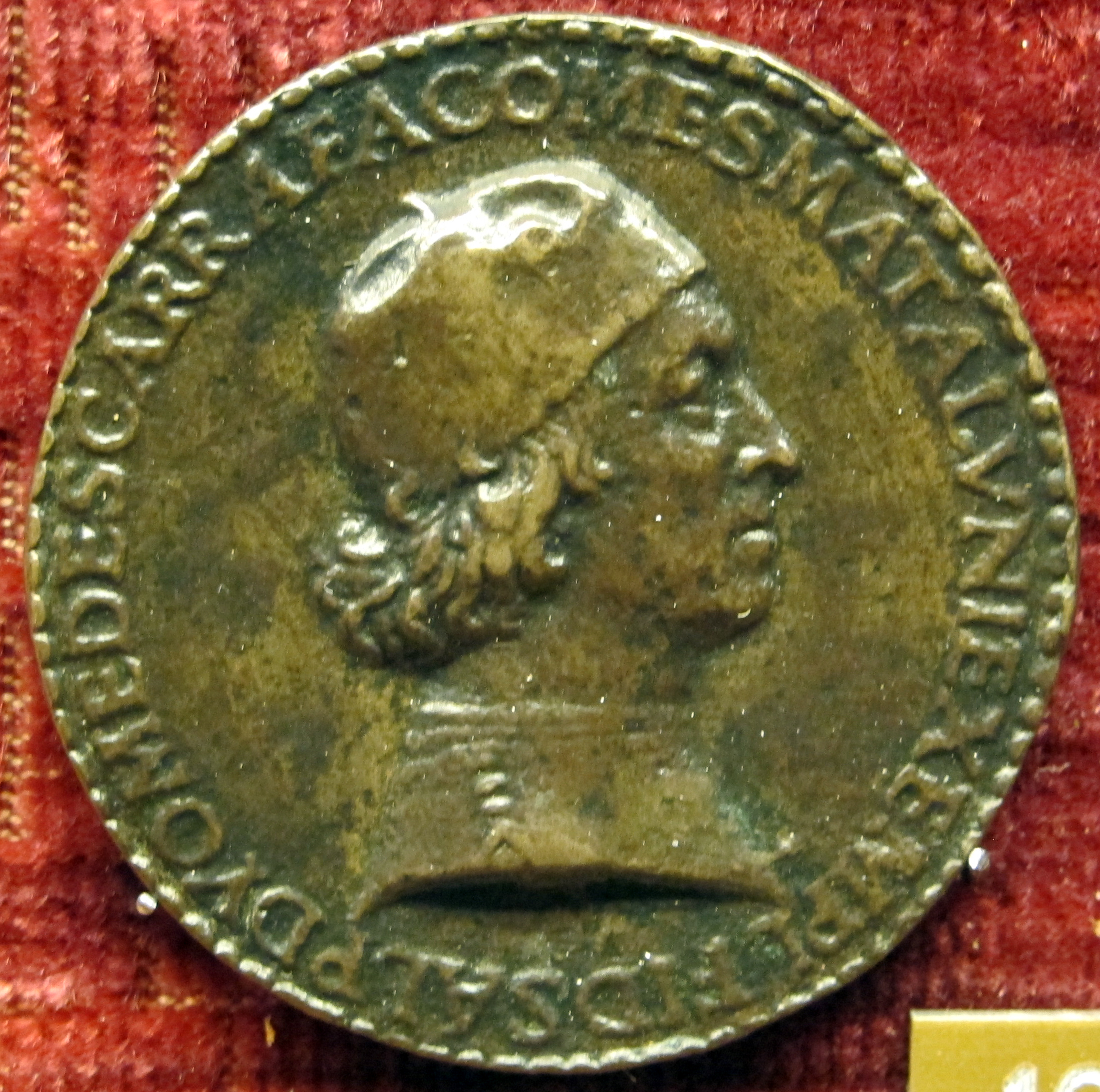
Medaglia di Diomede Carafa

Giovanni Candida si trasferì giovanissimo in Fiandra e fu attivo soprattutto alle corti di Borgogna (1472), dove assunse la carica di segretario di Carlo I di Borgogna duca di Borgogna, e alle corti di Francia nella seconda metà del XV secolo.
Nel 1477 si trasferì per qualche anno a Bruges dove due anni dopo realizzò la medaglia di Jean Miette.
Alla morte del duca di Borgogna entrò al servizio di Massimiliano I d'Asburgo e infine di Carlo VIII di Francia.
Tra le sue medaglie, la cui raffinatezza stilistica influenzò numerosi artisti francesi, si possono menzionare, oltre a quella già citata di Jean Miette, quelle di Antonio Graziadei (prima del 1475), di Juan de Palomar, di Massimiliano e Maria di Borgogna (1477-1479), di Nicola Ruter (1482) e di Giuliano e Clemente Grosso della Rovere.

## Opere
- Medaglia di Jean Miette;
- Medaglia di Antonio Graziadei (prima del 1475);
- Medaglia di Juan de Palomar;
- Medaglia di Massimiliano di Borgogna (1477-1479);
- Medaglia di Maria di Borgogna (1477-1479);
- Medaglia di Nicola Ruter (1482);
- Medaglia di Papa Giulio II;
- Medaglia di Clemente Grosso della Rovere.

Giovanni Candida
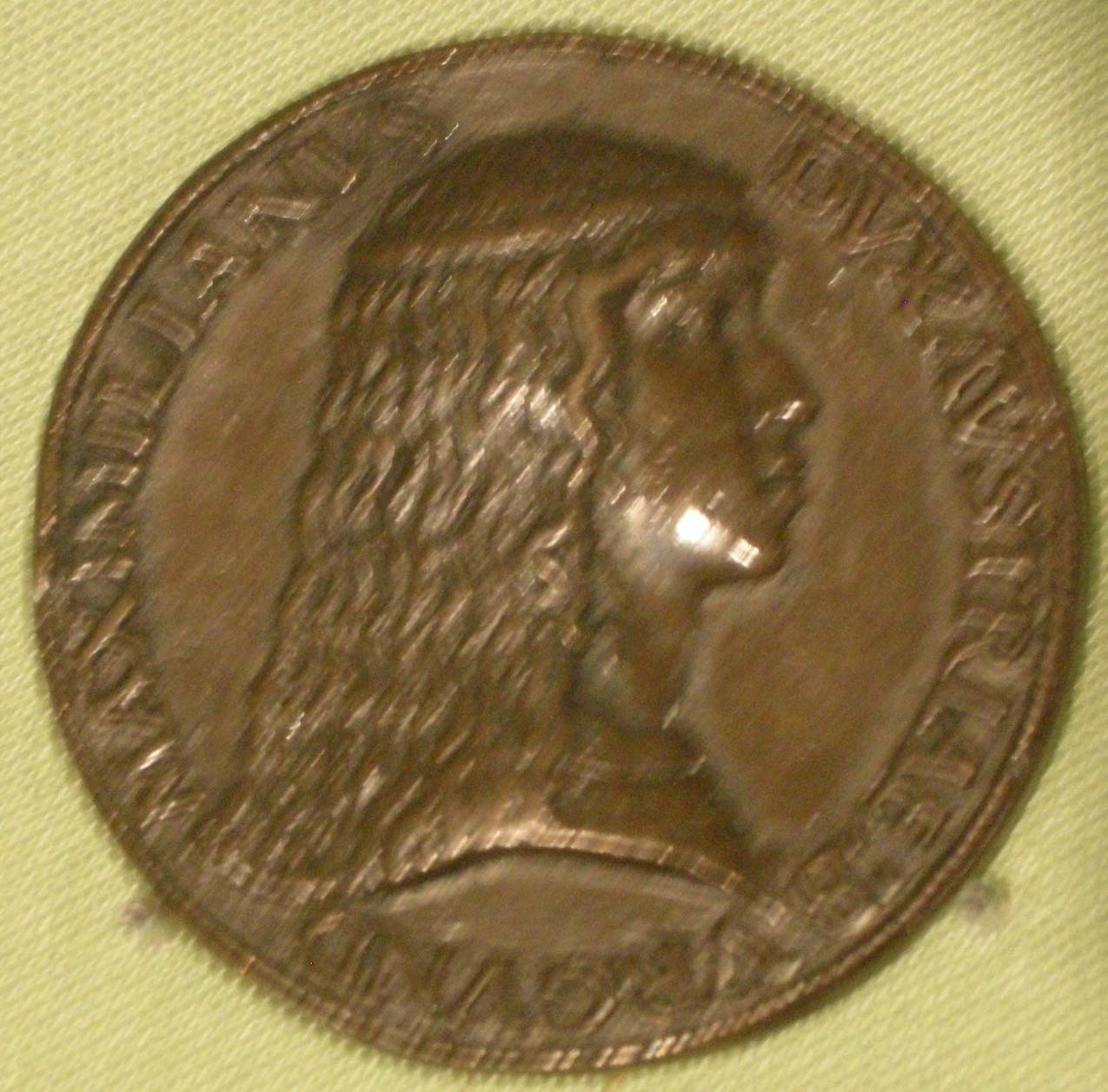
Medaglia di Massimiliano I d'Asburgo, 1477
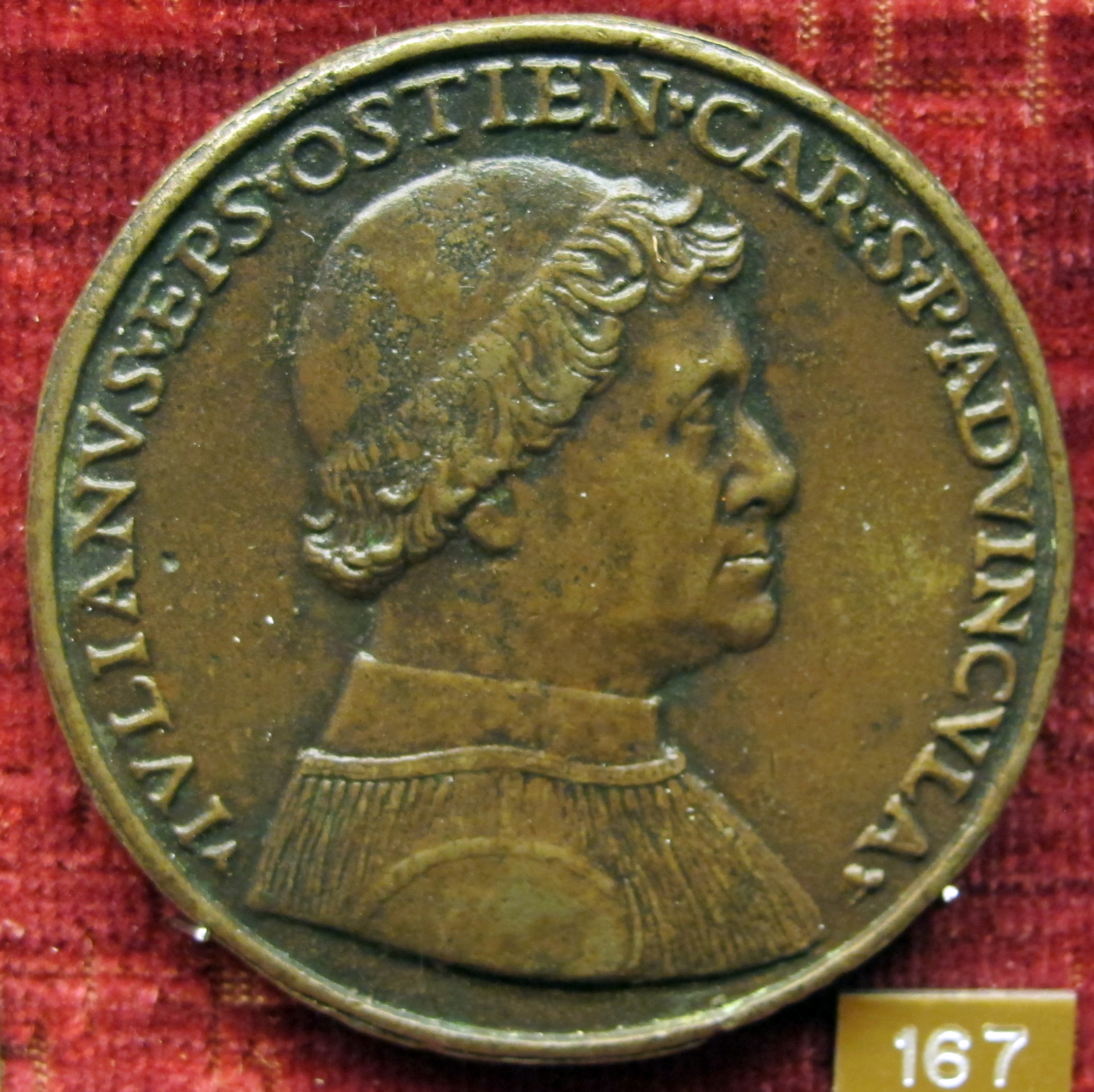
Medaglia di papa Giulio II della Rovere
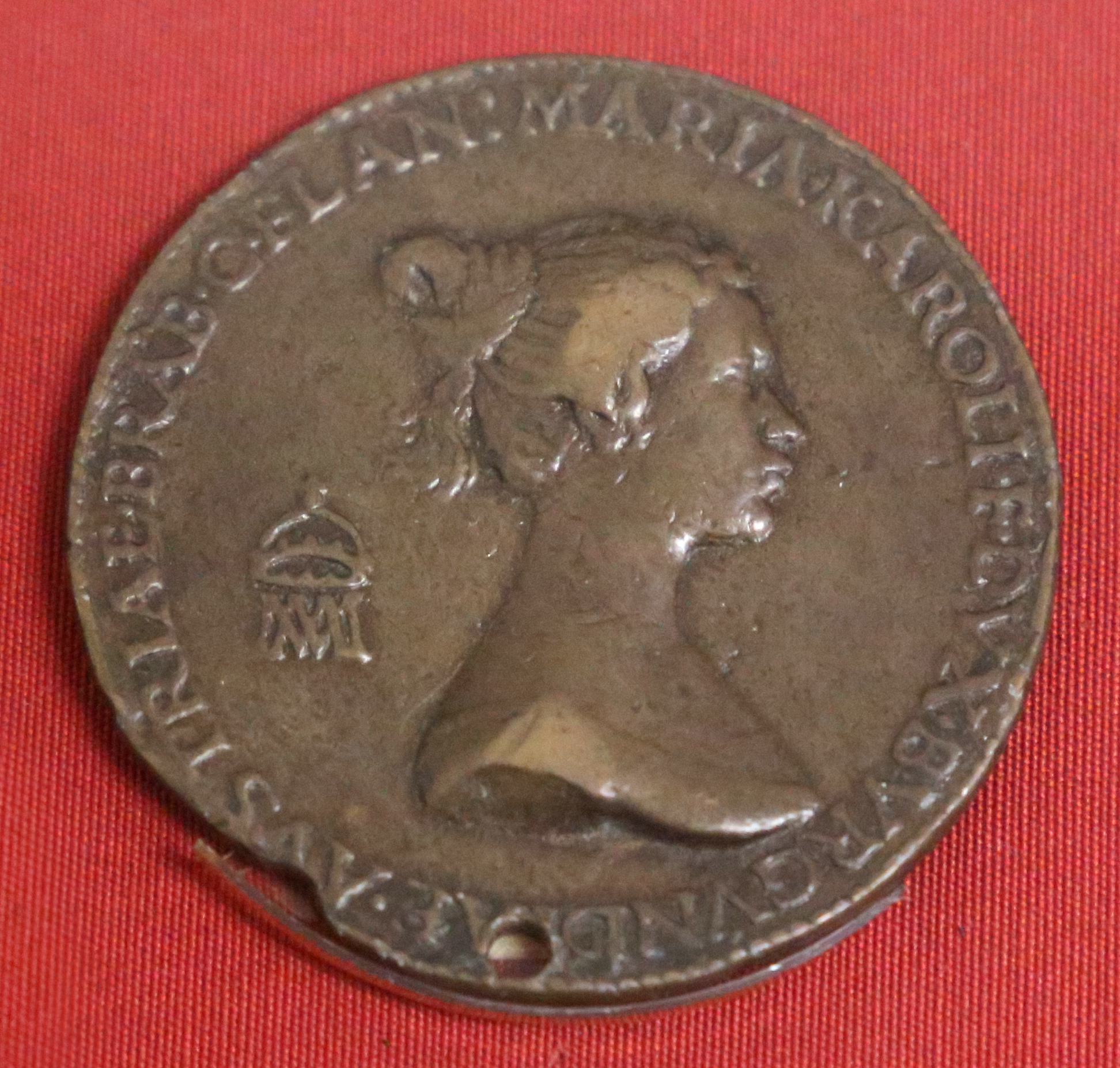
Medaglia di Maria di Borgogna